# 对甲苯磺酸
对甲苯磺酸（化学式：p-CH3C6H4SO3H，也写作TsOH）是一个不具氧化性的有机强酸，酸性是苯甲酸的一百万倍。白色针状或粉末结晶，易潮解，可溶于水、醇和其他极性溶剂。会使纸张、木材等脱水发生碳化。常见的是对甲苯磺酸一水合物TsOH·H2O。

## 用途
对甲苯磺酸是有机合成常用的酸催化剂。用它与氢氧化钠中和制得对甲苯磺酸钠，再与五氯化磷作用，可以制得对甲苯磺酰氯。后者用在亲核取代反应中，也用作醇羟基的保护基。
p-CH3C6H4SO3Na + PCl5 → p-CH3C6H4SO2Cl
对甲苯磺酸与脱水剂五氧化二磷混合加热后可生成对甲苯磺酸酐。
对甲苯磺酸的用途还有：催化醇上二氢吡喃保护基、羧酸的酯化和酯交换反应；使醛生成缩醛；作为水解蛋白质和糖蛋白的催化剂；催化可用合成二氢嘧啶的Biginelli反应以及金属硝酸盐有区域选择性地在苯酚和取代苯酚中酚羟基的邻位进行硝化反应。

## 制备
工业上通过用浓硫酸对甲苯发生磺化制取对甲基苯磺酸。制得的对甲苯磺酸中常含有苯磺酸和硫酸杂质，可通过将不纯样品在浓盐酸中重结晶后，共沸干燥得到纯品。